# NGC 7695
NGC 7695 је лентикуларна галаксија у сазвежђу Рибе која се налази на NGC листи објеката дубоког неба.
Деклинација објекта је - 2° 43' 11" а ректасцензија 23h 33m 14,9s. Привидна величина (магнитуда) објекта NGC 7695 износи 15,1 а фотографска магнитуда 16,1. NGC 7695 је још познат и под ознакама MK 931, NPM1G -02.0521, IRAS 23306-0259, PGC 71726.